# نبرد بصره
نبرد بصره (انگلیسی: Battle of Basra) عملیات نظامی نیروهای ائتلاف علیه نیروهای مسلح عراق در خلال جنگ عراق بود. این نبرد از ۲۱ مارس تا ۶ آوریل ۲۰۰۳ ادامه داشت و یکی از اولین نبردهای تهاجمی سال ۲۰۰۳ به عراق بود. تیپ ۷ زرهی بریتانیا در ۶ آوریل با حمله مداوم لشکر ۵۱ ارتش عراق و فدائیان صدام، وارد بصره، دومین شهر بزرگ عراق، شد، در حالی که عناصری از هنگ چتربازان بریتانیا «محله قدیمی» شهر را که برای وسایل نقلیه غیرقابل دسترس بود، پاکسازی کردند. ورود به بصره تنها پس از دو هفته درگیری، که شامل بزرگ‌ترین نبرد تانک‌ها در جنگ توسط نیروهای بریتانیایی بود، محقق شد، زمانی که گارد سلطنتی اسکاتلند ۱۴ تانک رها شده عراقی را در ۲۷ مارس نابود کرد.